# Saint-Denis-la-Chevasse
 Saint-Denis-la-Chevasse  es una población y comuna francesa, en la región de Países del Loira, departamento de Vendée, en el distrito de La Roche-sur-Yon y cantón de Le Poiré-sur-Vie.

## Demografía
| 1563 | 1548 | 1471 | 1432 | 1543 | 1665 |
| Para los censos de 1962 a 1999 la población legal corresponde a la población sin duplicidades (Fuente: INSEE [Consultar]) |      |      |      |      |      |